# Кровавый спорт 2
«Крова́вый спорт 2» (англ. Bloodsport 2) — кинофильм 1996 года.

## Сюжет
Профессиональному вору Алексу заказали украсть древний меч катана, что он с блеском и сделал. Но его компаньоны подставили его: меч забрали, а его самого сдали полиции. В тюрьме Алекс знакомится с мастером Саном, который берется усовершенствовать навыки Алекса в боевых искусствах. Спустя год, человек, у которого Алекс украл меч, предлагает ему сделку: Алекса досрочно выпускают из тюрьмы, а он взамен берется вернуть украденный меч. Этот меч должен стать главным призом в турнире лучших бойцов со всего света. Алекс соглашается, попутно решая поучаствовать в турнире. Но он ещё не знает, что его главным противником станет самый жестокий надзиратель тюрьмы, в которой он сидел…

## В ролях
- Дэниэл Бернхардт — Алекс Кардо
- Пэт Морита — Дэвид Леюн
- Дональд Гибб — Рэй Джексон
- Джеймс Хонг — Сан
- Лори Линн Дикерсон — Жанин Елсон
- Онг Су Хан — Демон
- Мастер Хи Ил Чо — Главный судья
- Чад Стахелски — боец

## Интересные факты
- В роли главного судьи снялся мастер Хи Ил Чо — известный учитель в мире боевых искусств;
- Фильм является актёрским дебютом Дэниела Бернхарда.
- «Кровавый спорт 2» имеет связь с первой частью, не только общим соревнованием, но и тем, что там один из персонажей первой части — Рэй Джексон, которого сыграл Дональд Гибб.